# 128242 Šmahel
128242 Šmahel è un asteroide della fascia principale. Scoperto nel 2003, presenta un'orbita caratterizzata da un semiasse maggiore pari a 2,732052 UA e da un'eccentricità di 0,042101, inclinata di 1,081111° rispetto all'eclittica.